# Biostroma
Der Ausdruck Biostroma („Gewebe des Lebendigen“; von altgriechisch βίος bios, Leben und στρῶμα stroma, Gewebe) bezeichnet die Gesamtheit von Organismen. Der Terminus wurde 1963 von Jewgeni Michailowitsch Lawrenko eingeführt und fand besonders in der Biogeochemie, Biologie und Ökologie in der Sowjetunion und anderen Staaten des Ostblocks Verwendung und ist heute praktisch nicht mehr in Gebrauch.
Der Terminus bezeichnet einen Oberbegriff für eine Hierarchisierung der Biosphäre, also der gesamten „lebenden Natur“. Deren Systeme werden als eine „ineinandergeschachtelte Stufenfolge“ – „enkaptische Hierarchie“ genannt – beschrieben. In aufsteigender Reihenfolge werden deren Strukturniveaus als Organismen, Populationen und Arten, Biozönosen und zusammenfassend dann Biostroma bezeichnet. Mit Biozönosen sind dabei „ökologische[ ] Lebensgemeinschaften“ gemeint, die „als im Fließgleichgewicht befindliche, dynamische, selbstregulierende [...] Systeme [...] (Biosphäre, Biostroma)“ verstanden und mit kybernetischer Terminologie beschrieben werden. Beispiele sind etwa die Teilsysteme Tropischer Regenwald, Savanne, Steppe, sommergrüner Laubwald oder Tundra.